# Mikkjal Thomassen
Mikkjal Kjartansson Thomassen, född 12 januari 1976 i Tórshavn, Färöarna, är en färöisk före detta fotbollsspelare och nuvarande tränare för AIK i Allsvenskan.
Thomassen var under sin spelarkarriär mittfältare och spelade för flertal färöiska fotbollsklubbar. Han gjorde även 13 landskamper för ögruppen.

## Tränarkarriär

### HB Tórshavns damlag och B36 Tórshavn
Thomassen var tränare för HB Tórshavns damlag, då laget vann färöiska mästerskapet samma säsong. Från 2009 till 2013 var han tränare för B36 Tórshavn. Klubben vann det färöiska mästerskapet 2011 under ledning av både Thomassen och John Petersen.  

### KÍ Klaksvík
År 2015 blev Thomassen tränare för KÍ Klaksvík. Säsongen 2016 vann han den inhemska cupen efter finalvinst på straffar mot Víkingur. Säsongen 2019 vann han den föräiska högsta ligan efter att ha kommit tvåa i ligan både 2016 och 2017.   
År 2020 ledde Thomassen Klaksvík till sin allra första seger i Färöarnas Supercup, en match som spelas mellan vinnaren av högsta ligan och vinnaren av den inhemska cupen.
Den 24 september 2020 under ledning av Thomassen blev Klaksvík den första färöiska klubben att ta sig till slutspelet i Europa League, när laget vann med 6–1 på Tórsvøllur i Tórshavn mot de georgiska mästarna Dinamo Tbilisi. Det var även den största segern för en färöisk klubb i en europeisk turnering.
I en match mot Víkingur 2022 ska Thomassen sagt: "jag kommer att bryta dina ben, förstöra din fotbollskarriär och ditt civila liv" till en spelare i motståndarlaget. I samma sekvens ska han även knuffat en spelare ur samma lag i bröstet. Thomassen dömdes av rätten i slutet av 2023 till en villkorlig fängelsedom på 30 dagar samt 40 timmars samhällstjänst för att ha hotat spelaren. Thomassen accepterade domen och gick sedan ut med ett ångerfullt uttalande över sitt agerande.

### Fredrikstad FK
Den 1 november 2022 tog Thomassen över som tränare för norska Fredrikstad FK. Hans första säsong som ansvarig för Fredrikstad visade sig vara mycket framgångsrik, då han ledde klubben till avancemang till Eliteserien för första gången på 11 år.  
Efter två år i Fredrikstad lämnade han klubben den 15 juli 2024 på eget bevåg mitt under säsongen, laget låg då på 5:e plats i ligan. Samma dag bekräftade den svenska klubben AIK på sin officiella hemsida att förhandlingar pågick avseende anställning av Thomassen som ny huvudtränare för klubben.

### AIK
Den 16 juli 2024 skrev Thomassen på för allsvenska AIK som ny chefstränare. Kontraktet gäller till och med den 31 december 2026.
Han gjorde sin första match som tränare för laget den 22 juli 2024 i en 0–2-förlust mot Gais på Gamla Ullevi. Thomassens första vinst med laget kom den 3 augusti 2024 i en 2–1-vinst mot Västerås SK. Thomassens första Stockholmsderby var mot Djurgårdens IF den 18 augusti 2024 på Tele2 Arena, där AIK lyckades besegra rivalen med 2–0. Thomassens andra Stockholmsderby var hemma på Strawberry Arena mot Hammarby IF den 29 september 2024, där John Guidetti avgjorde matchen på stopptid och AIK vann med 1–0. Thomassen tog AIK från en prekär sits till att sluta trea i Allsvenskan 2024 efter en stark höstsäsong.  

## Tränarstatistik
| Lag          | Nat      | Från            | Till             | Rekord | Rekord | Rekord | Rekord | Rekord | Rekord | Rekord | Rekord  |
| Lag          | Nat      | Från            | Till             | M      | V      | O      | F      | GM     | IM     | MS     | Vinst % |
| ------------ | -------- | --------------- | ---------------- | ------ | ------ | ------ | ------ | ------ | ------ | ------ | ------- |
| B36 Tórshavn | Färöarna | 1 januari 2009  | 31 december 2014 | 140    | 62     | 37     | 41     | 236    | 192    | +44    | 44,29   |
| KÍ Klaksvík  | Färöarna | 1 januari 2015  | 1 november 2022  | 264    | 168    | 50     | 46     | 619    | 242    | +377   | 63,64   |
| Fredrikstad  | Norge    | 1 november 2022 | 15 juli 2024     | 51     | 30     | 15     | 6      | 95     | 43     | +52    | 58,82   |
| AIK          | Sverige  | 16 juli 2024    | nu               | 45     | 26     | 10     | 9      | 73     | 35     | +38    | 57,78   |
| Totalt       | Totalt   | Totalt          | Totalt           | 500    | 286    | 112    | 102    | 1 023  | 512    | +511   | 57,20   |

## Meriter

### Tränare

#### B36 Tórshavn
Färöisk mästare: 2010/11

#### KÍ Klaksvík
Färöisk mästare: 2018/19, 2020/21, 2021/22
Färöisk cupmästare: 2015/16
Färöisk Supercup-mästare: 2019/20

## Privatliv
Thomassen arbetade som polis i 14 år innan han blev heltidstränare.